# Deutsche Rentenversicherung Westfalen

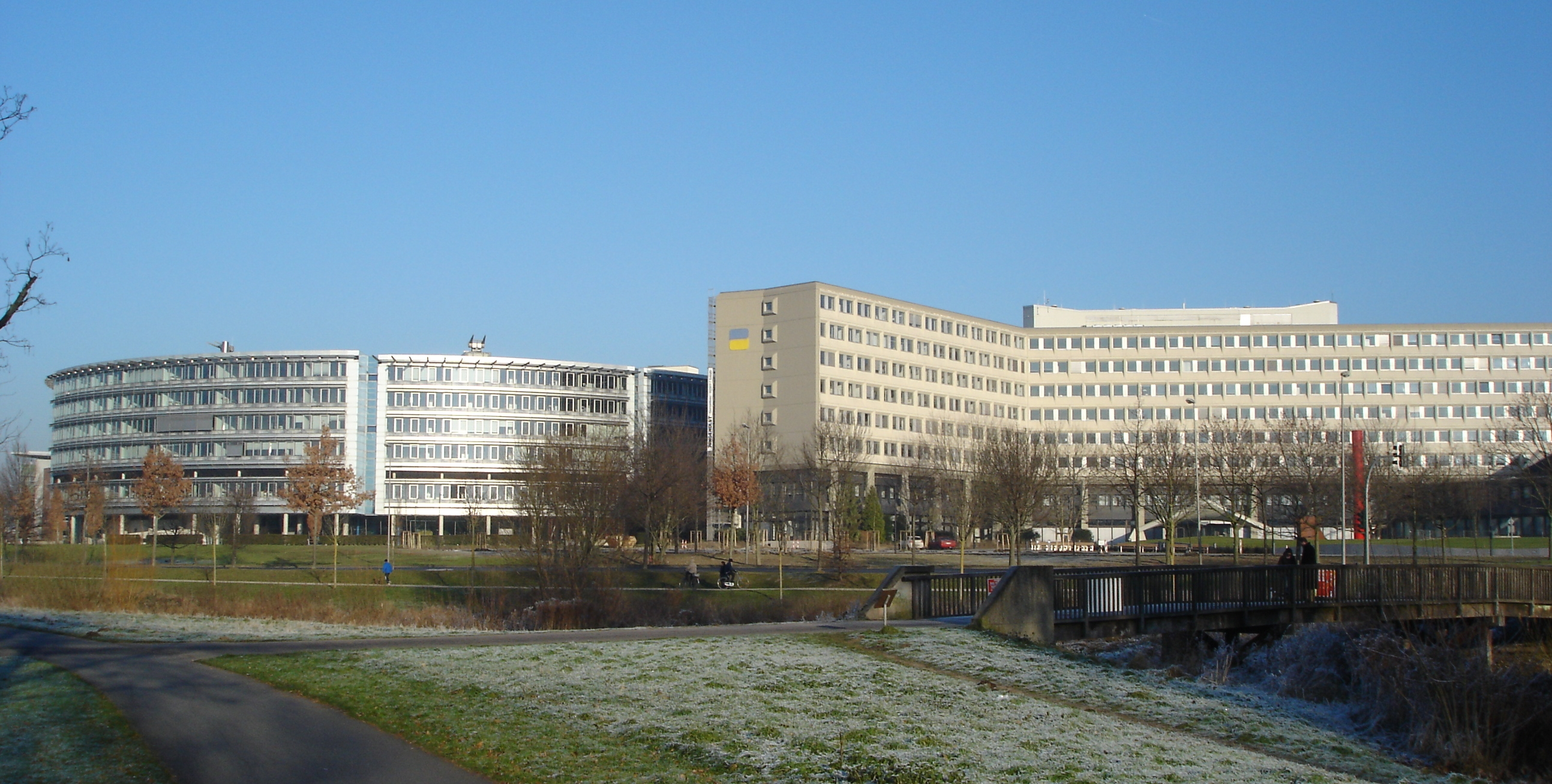
Hauptsitz der Deutschen Rentenversicherung Westfalen in Münster.

Die Deutsche Rentenversicherung Westfalen ist ein Träger der gesetzlichen Rentenversicherung in der Bundesrepublik Deutschland und eine eigenständige Körperschaft des öffentlichen Rechts mit Selbstverwaltung. Sie ist einer von 16 Trägern der Deutschen Rentenversicherung.

## Allgemeines
Die Deutsche Rentenversicherung Westfalen ist zuständig für die Regierungsbezirke Münster, Arnsberg und Detmold. Sie ist außerdem die betreuende Verbindungsstelle zu den Niederlanden und zu Island.
Insgesamt 3.137 Mitarbeiter arbeiten bei der Deutschen Rentenversicherung Westfalen, deren Hauptsitz sich mit 2.399 Mitarbeitern in Münster befindet. Des Weiteren beschäftigt der Rentenversicherungsträger Mitarbeiter in Kliniken, ärztlichen Begutachtungsstellen und Auskunfts- und Beratungsstellen.
Mehr als vier Millionen Versicherte und Rentner werden im Landesteil Westfalen betreut.

## Leistungen

### Versicherung und Rente
Die Hauptaufgabe der Deutschen Rentenversicherung Westfalen ist die Zahlung von Renten. Die Rentenzahlungen erfolgen bei verminderter Erwerbsfähigkeit, im Alter und für Hinterbliebene (Witwen/Witwer und Waisen). Unter bestimmten Voraussetzungen besteht für geschiedene Ehegatten im Falle der Kindererziehung ein Anspruch auf Erziehungsrente. Die Deutsche Rentenversicherung Westfalen bearbeitete im Jahr 2024 100.596 Rentenanträge und zahlt laufend ca. 1,2 Millionen Renten. Die Deutsche Rentenversicherung Westfalen verwaltet die Versicherungskonten der Beitragszahler und führt demzufolge Kontenklärungen durch, erteilt Rentenauskünfte und Renteninformationen. Die Bearbeitung von Beitragsverfahren und die Bestandspflege der Renten fallen ebenfalls in den Zuständigkeitsbereich der Deutschen Rentenversicherung Westfalen.

### Rehabilitation und Leistungen zur Teilhabe
Die Leistungen zur Teilhabe umfassen medizinische Rehabilitation, Leistungen und Teilhabe am Arbeitsleben und ergänzende Leistungen. Im Jahr 2024 wurden bei der Deutschen Rentenversicherung Westfalen 88.988 Anträge auf Leistungen zur medizinischen Rehabilitation und 23.282 Anträge auf Leistungen zur Teilhabe am Arbeitsleben bearbeitet.

### Auskunft und Beratung
Versicherte und Rentner können sich in einer der acht Auskunfts- und Beratungsstellen der Deutschen Rentenversicherung Westfalen individuell beraten lassen. Die Berater beantworten Fragen zur Rente, Rehabilitation und Altersvorsorge. 2024 wurden 98.941 persönliche Präsenz- und 37.795 telefonische Antragsaufnahmen vorgenommen und 1.334 Altersvorsorgegespräche geführt. Zusätzlich wurden 5.226 Video-Beratungen erbracht. Die Auskunfts- und Beratungsstellen der Deutschen Rentenversicherung Westfalen befinden sich in Bielefeld, Bochum, Dortmund, Gelsenkirchen, Hagen, Paderborn, Siegen und Münster.
Neben den Auskunfts- und Beratungsstellen erweitern mobile Sprechtage in Stadtverwaltungen, Gemeinden und bei Krankenkassen den Kundenservice der Deutschen Rentenversicherung Westfalen.
Über das kostenlose Servicetelefon 08010 1000 48011 ist zusätzlich das Kunden-Service-Center der Deutschen Rentenversicherung Westfalen erreichbar. Rund 224.064 Beratungen am Servicetelefon fanden im Jahr 2024 statt.

### Betriebsprüfung
Die Deutsche Rentenversicherung Westfalen führt mindestens alle vier Jahre turnusmäßige Betriebsprüfungen durch. Innerhalb dieser Zeit sind circa 139.900 Betriebe zu überprüfen. Im Jahr 2024 wurden 32.955 Betriebsprüfungen durchgeführt. Die Betriebe werden auf die ordnungsgemäße Zahlung des Sozialversicherungsbeitrages, der Künstlersozialabgabe und des Beitrages zur Gesetzlichen Unfallversicherung geprüft.

### Prävention
Zur Prävention von Krankheiten bietet die Deutsche Rentenversicherung Westfalen das Programm RV Fit an. Das Trainingsprogramm wurde von Ärzten speziell für Berufstätige entwickelt und enthält Elemente zu Bewegung, Ernährung und Stressbewältigung. So soll präventiv ein ganzheitlich verbessertes Lebensgefühl entwickelt werden.

### Ausbildungs- und Studienplätze
Die Deutsche Rentenversicherung Westfalen bietet Ausbildungsmöglichkeiten zum/zur Sozialversicherungsangestellten sowie Studienplätze im Dualen Studium zum Bachelor of Laws (LL.B.) und Bachelor of Arts (B.A.).

### Kliniken

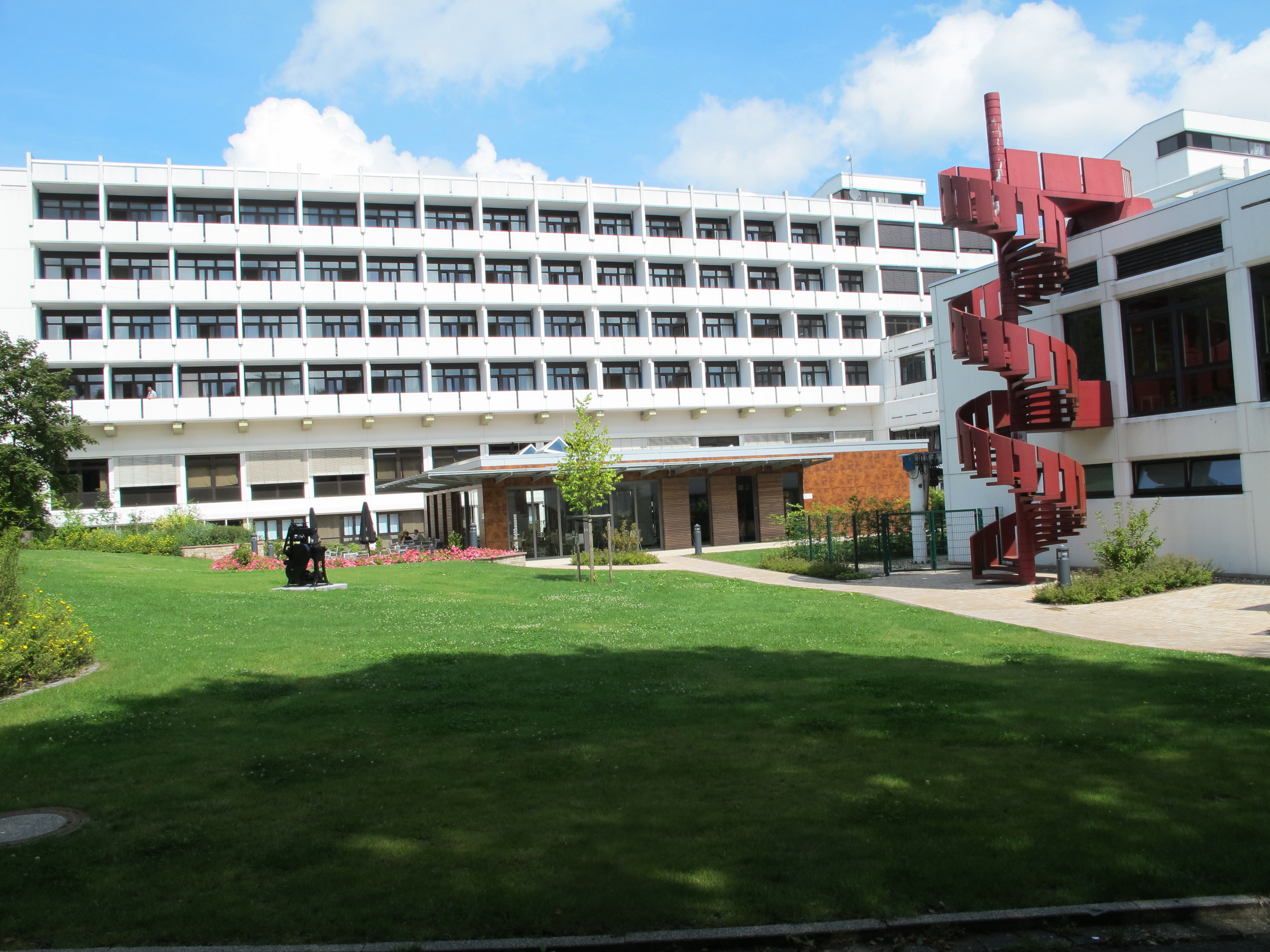
Klinik Königsfeld (Ennepetal)

Die Deutsche Rentenversicherung Westfalen hat fünf eigene Rehabilitationskliniken:
- Klinik Königsfeld in Ennepetal
- Klinik Münsterland in Bad Rothenfelde
- Klinik Norderney auf der Nordseeinsel Norderney
- Klinik Rosenberg in Bad Driburg
- Salzetalklinik in Bad Salzuflen[14]

## Organisation

### Selbstverwaltung / Rechtsform
Träger der gesetzlichen Rentenversicherung sind keine unmittelbaren staatlichen Behörden, sondern rechtsfähige Körperschaften des öffentlichen Rechts mit Selbstverwaltung. Die Aufgaben der Selbstverwaltung werden von verschiedenen Organen wahrgenommen, der Vertreterversammlung und dem Vorstand.
Die Vertreterversammlung ist das oberste Organ der Selbstverwaltung. Sie setzt sich aus je 15 Vertretern der Versicherten und der Arbeitgeber zusammen. Diese werden im Rahmen der Sozialwahlen, die alle sechs Jahre stattfinden, gewählt. Die Vertreterversammlung hat unter anderem die Aufgabe, über die Satzung und Satzungsänderungen zu beschließen. Darüber hinaus stellt sie den Haushaltsplan fest und nimmt die Jahresrechnung ab. Zu ihren weiteren Aufgaben gehören unter anderem die Wahl des Vorstands sowie auf Vorschlag des Vorstands die Wahl der Mitglieder der Geschäftsführung. Die Vertreterversammlung bildet außerdem die Widerspruchsstelle, in der die von den Versicherten oder Arbeitgebern erhobenen Widersprüche gegen Verwaltungsakte der Deutschen Rentenversicherung Westfalen bearbeitet werden. Ferner wählt sie mit den Stimmen der Versichertenvertreter die Versichertenältesten.
Der Vorstand der Deutschen Rentenversicherung Westfalen besteht aus je sechs Vertretern der Arbeitgeber und der Versicherten. Er wird von der Vertreterversammlung gewählt. Der Vorstand hat unter anderem die Aufgabe, die Deutsche Rentenversicherung Westfalen zu verwalten und sie gerichtlich und außergerichtlich zu vertreten. Ausgenommen sind die Geschäfte der laufenden Verwaltung. Außerdem kümmert er sich um Vermögensangelegenheiten und entscheidet über den Erwerb oder die Veräußerung von Grundstücken sowie Baumaßnahmen. Im Bereich der medizinischen und beruflichen Rehabilitation erarbeitet der Vorstand Grundsätze. Darüber hinaus beschließt er über Personalangelegenheiten und über Vorlagen für die Vertreterversammlung.
Die Geschäftsführung der Deutschen Rentenversicherung Westfalen setzt sich aus drei Mitgliedern zusammen. Sie wird auf Vorschlag des Vorstands von der Vertreterversammlung gewählt. Sie führt hauptamtlich die laufenden Verwaltungsgeschäfte. Zu den Aufgaben gehören insbesondere die Leitung und Beaufsichtigung des gesamten Dienstbetriebes, die Feststellung und Erfüllung von Ansprüchen im Rentenbereich und im Beitragsbereich, die Bewilligung und Durchführung von Leistungen zur Rehabilitation, die Vorbereitung des Haushaltsplanes und die Regelung personeller Angelegenheiten. Die Geschäftsführung gehört dem Vorstand mit beratender Stimme an.

### NOW IT GmbH
Die Nord Ost West Informationstechnik GmbH (NOW IT) ist der gemeinsame IT-Dienstleister für die Häuser der Deutschen Rentenversicherung Nord, Mitteldeutschland, Braunschweig-Hannover, Rheinland und Westfalen. Die NOW IT GmbH ist zuständig für die Bereitstellung und Betreuung der gesamten IT-Infrastruktur in den Regionen Nord, Ost und West der Deutschen Rentenversicherung. Ziel ist hierbei die Entwicklung gemeinsamer Lösungen und Strukturen in der Informationstechnologie, um so die Effizienz und die Wirtschaftlichkeit des IT-Einsatzes in der gesetzlichen Rentenversicherung weiter zu steigern.

### Organisationsreform
Zum 1. Oktober 2005 wurden mit der umfassenden Reform die bis dahin bestehenden Organisationsstrukturen in der Rentenversicherung grundlegend verändert. Die seinerzeit bestehende Unterscheidung zwischen Arbeitern und Angestellten in der Rentenversicherung wurde beendet. Die Bundesversicherungsanstalt für Angestellte (BfA), die Landesversicherungsanstalten (LVAen), die Bundesknappschaft, die Bahnversicherungsanstalt, die Seekasse sowie der Verband Deutscher Rentenversicherungsträger (VDR) wurden unter dem Dach der Deutschen Rentenversicherung zusammengeschlossen.
Mit der Organisationsreform wurden unter dem Namen „Deutsche Rentenversicherung“ aus 27 Institutionen vierzehn Regionalträger, die Deutsche Rentenversicherung Knappschaft-Bahn-See sowie die Deutsche Rentenversicherung Bund, der zudem die Wahrnehmung der Grundsatz- und Querschnittsaufgaben für die Rentenversicherung übertragen wurde. Zusammen betreuen sie heute rund 53 Millionen Versicherte und 21 Millionen Rentner.
Der Wandel in der Arbeitswelt und die damit verbundene Verschiebung des Anteils an Versicherten bei den Rentenversicherungsträgern waren 2005 Anlass, die bisherige Unterscheidung in Arbeiter und Angestellte in der Rentenversicherung zu beenden. Die Versicherten werden nach festen Quoten zu 55 Prozent den regionalen Rentenversicherungsträgern, zu 40 Prozent der Deutschen Rentenversicherung Bund und zu fünf Prozent der Deutschen Rentenversicherung Knappschaft-Bahn-See zugeordnet.
Für die Versicherten und Rentner haben sich durch die Organisationsreform Ansprüche und Leistungen nicht verändert. Sie basieren auf einheitlichen gesetzlichen Grundlagen.

## Statistiken
| Einnahmeart        | Betrag in Euro |
| ------------------ | -------------- |
| Beiträge           | 15,776 Mrd.    |
| Bundesmittel       | 4,112 Mrd.     |
| Sonstige Einnahmen | 0,215 Mrd.     |
|                    | 20,103 Mrd.    |

| Ausgabeart                        | Betrag in Euro |
| --------------------------------- | -------------- |
| Rentenleistungen                  | 17,878 Mrd.    |
| Leistungen zur Teilhabe           | 0,486 Mrd.     |
| Finanzverbund                     | 1,522 Mrd.     |
| Verwaltungs- und Verfahrenskosten | 0,274 Mrd.     |
| Sonstige Ausgaben                 | 0,025 Mrd.     |
|                                   | 20,163 Mrd.    |

| Beratungen (telefonisch und persönlich)   | 366.026          |
| Rentenbewilligungen                       | 83.179           |
| Bewilligung von Rehabilitationsleistungen | 123.712          |
| Zahl der Rentenempfänger                  | 1.206.996        |
| Aktiv und passiv Versicherte ohne Rentner | 3.056.828 (2023) |

## Geschichte
Im Jahr 1890 veranlasste die königlich-preußische Regierung die Gründung der Alters- und Invaliditätsversicherungsanstalt für den Kommunalverband der Provinz Westfalen. Bereits zu diesem Zeitpunkt war die Rechtsform dieses Trägers die Selbstverwaltung. Am 1. Januar 1900 wurde der Name in Landesversicherungsanstalt Westfalen geändert. Damals waren 102 Beschäftigte angestellt. Mit dem ständigen Bevölkerungswachstum und der mehrfachen Ausweitung des Kreises der Pflichtversicherten, zuletzt in der Reichsversicherungsordnung von 1911, vermehrte sich auch die Arbeit in der Hauptverwaltung am Bispinghof in Münster. Im Ersten Weltkrieg von 1914 bis 1917 unterstützte die Landesversicherungsanstalt (LVA) Westfalen ihre Versicherten mit freiwilligen Beitragserstattungen, sogenannten Kriegsfürsorgemaßnahmen. 1915 wurde auch die erste eigene Tuberkulose-Heilstätte in Hellersen bei Lüdenscheid übernommen. Die ersten Jahre der nationalsozialistischen Herrschaft waren für die LVA Westfalen geprägt von der Vernichtung des Systems der Selbstverwaltung. Im Zweiten Weltkrieg wurde das Dienstgebäude durch einen Bombenangriff der Alliierten zerstört. Nach Kriegsende wurden provisorische Büroräume am Bispinghof geschaffen, während nach und nach die alten Gebäude wiederaufgebaut wurden. Zur Selbstverwaltung kehrte die LVA Westfalen erst durch das im Jahr 1952 verabschiedete „Gesetz über die Selbstverwaltung und die Änderung weiterer Vorschriften auf dem Gebiet der Sozialversicherung“ zurück. Die ersten Sozialwahlen fanden im Jahr 1953 nach mehr als 20 Jahren Unterbrechung statt. Am 26. November 1968 wurde der Grundstein für die neue Hauptverwaltung der LVA Westfalen an der Gartenstraße gelegt, die 1973 bezogen werden konnte. Ein Erweiterungsbau wurde 1998 fertiggestellt.